# Беллинцаго-Ломбардо
Беллинцаго-Ломбардо (итал. Bellinzago Lombardo) — коммуна в Италии, в провинции Милан области Ломбардия.
Население составляет 3537 человек, плотность населения составляет 884 чел./км². Занимает площадь 4 км². Почтовый индекс — 20060. Телефонный код — 02.
Покровителями коммуны почитаются Пресвятая Богородица и святой архангел Михаил, празднование 29 сентября.